# Primus (firma)

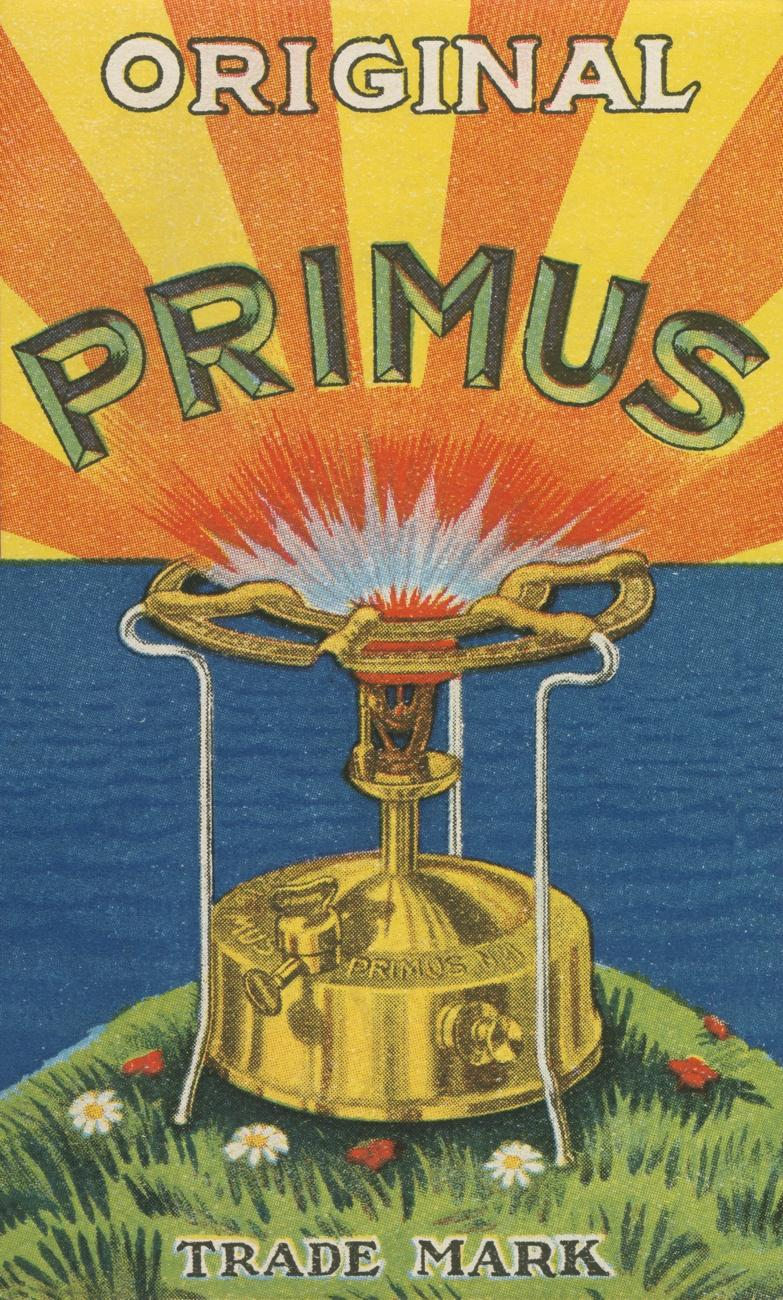
Reklama na vařiče Primus z roku 1921

Primus AB je švédská společnost se sídlem ve Stockholmu, vyrábějící zařízení pro outdoorové aktivity, například plynové hořáky, radiátory či vařiče.

## Historie
Firma byla založena v roce 1892 Fransem Wilhelmem Lindqvistem a Johanem Viktorem Svensonem. Dnes je součástí společnosti Fenix Outdoor AB. Vařič Primus byl prvním přenosným petrolejovým vařičem na světě.
První kusy kupovaly hlavně ženy, které prodávaly na pouličních trzích ve Stockholmu. Později ale výrobek objevili také dobrodruzi, kteří vařič využívali během svých expedic. Například to byli Salomon August Andrée při pokusu o dobytí Severního pólu. Vařič Primus si s sebou nesl také Roald Amundsen při dobývání Jižního pólu v roce 1911. A v roce 1953 spoléhali na vařič Primus Edmund Hillary a jeho šerpa Tenzing Norgay při výstupu na horu Mount Everest.
Firma v současné době vyrábí také svítilny, termosky, jídelní příbory a další. Hořáky se vyrábějí v továrně Primus v estonském Tartu. Výrobky značky Primus jsou prodávány v 70 zemích celého světa.

## Galerie

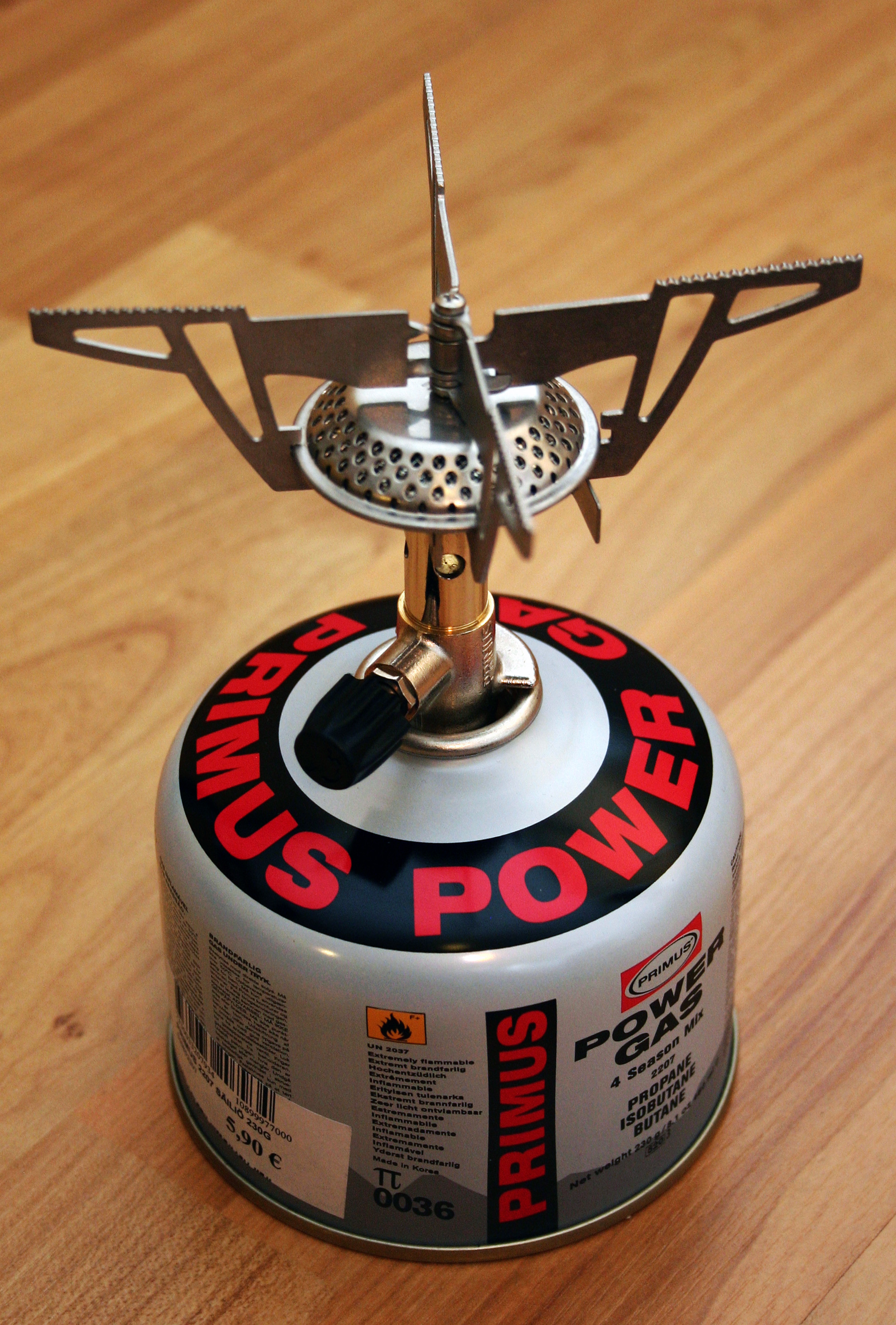
Vařič Primus
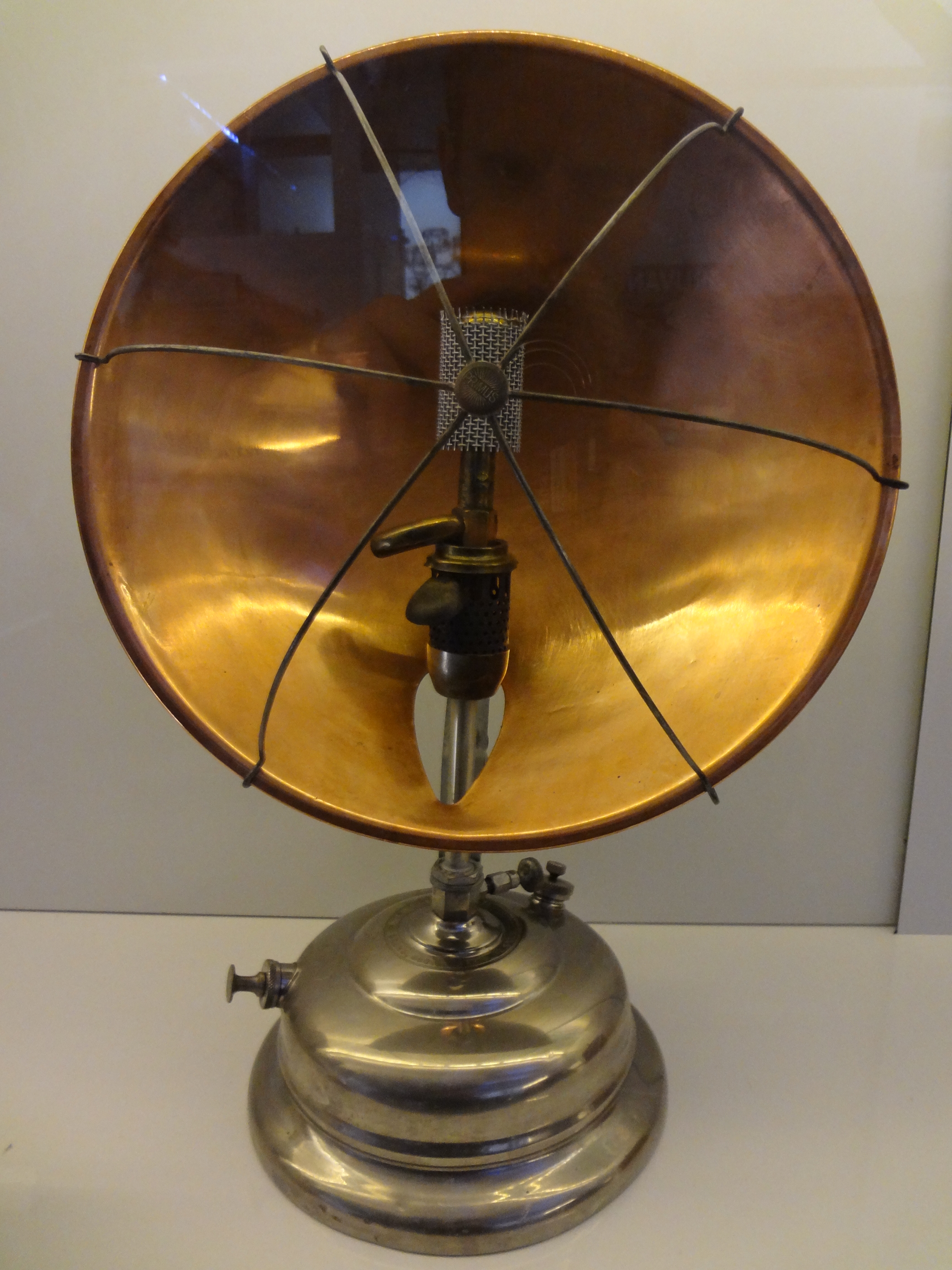
Petrolejem poháněný radiátor Primus z roku 1929